# Cartal (almirall)
Cartal (en llatí Carthalo, en grec Καρθάλων Karthálon) va ser comandant de la flota cartaginesa a la Primera Guerra Púnica.
L'almirall Adhèrbal el va enviar l'any 249 aC a destruir la flota romana ancorada a Lilibèon. El governador cartaginès de Lilibèon, Himilcó, que es va adonar que les forces romanes de terra podien ajudar a la flota romana, va atacar als romans amb els seus mercenaris i així Cartal va poder obligar els romans a presentar combat a la mar. Cartal va ser rebutjat amb algunes pèrdues i després d'haver-se procurat petits transports es va retirar fins a un riu proper on va esperar als romans. Mentre el cònsol Luci Juni Pul·le, que tornava de Siracusa, va doblar el cap Pachynum i es va dirigir cap a la flota romana ancorada prop de Lilibèon, sense saber res dels cartaginesos. Cartal assabentat de l'arribada de la flota romana, es va dirigir contra ella, i Pul·le es va haver de refugiar en un lloc perillós on els cartaginesos no van gosar seguir-lo, per ser una zona de roques superficials, però van establir una posició entre les dues flotes per assegurar que no es podrien unir. Una mica després una gran tempesta va destruir la flota romana mentre els cartaginesos, més coneixedors del mar, s'havien refugiat en lloc segur.